# Сьодзьо (жанр)
Сьодзьо (яп. 少女, «дівчина») — жанр аніме і манґи, цільова аудиторія якого — дівчата у віці від 12 до 18 років. У центрі сюжету, як правило, перебувають дівчина та питання її становлення як особистості, часто присутні любовні стосунки різного ступеня близькості, велика увага приділяється розвитку образів персонажів. Характерною рисою візуального ряду часто буває велика умовність малюнка — або гротескова-гумористична, або витончено-романтична. Практично обов'язковим елементом сьодзьо є дуже красиві, благородні, хоробрі і самовіддані юнаки («бісьонени»).

Манґа «Glass Mask» авторства Сузуе Міосі — типовий приклад жанру сьодзьо

Нерідко сьодзьо включає такі різновиди хентаю і етті як яой та сьонен-ай.

## Історія
Сьодзьо-аніме зародилося на початку XX століття разом з роботами таких художників, як Мачіко Хасеґава та Сьосуке Куранане. Другий сплеск розвитку сьодзьо припадає на 1950-ті роки, коли з'явилися такі відомі представники жанру, як «Princess Knight» художника Осаму Тедзука. У 1970-ті роки молоді художники з «Групи 24 року» продовжили розвиток жанру та створили піджанр сьодзьо-ай.

## Приклади робіт
- Ouran High School Host Club
- Princess Knight
- Princess Tutu
- Cardcaptor Sakura
- His and Her Circumstances
- Sailor Moon
- Full Moon wo Sagashite
- Tokyo Mew Mew
- NANA
- Lovely Complex
- The Rose of Versailles
- Fruits Basket
- Skip Beat!
- Cheese!, Magical DoReMi
- Kaleido Star
- Vampire Knight
- Mars